# Condado de Kings (Isla del Príncipe Eduardo)
El Condado de Kings (del inglés: Kings County) se encuentra en la parte oriental de la provincia canadiense de Isla del Príncipe Eduardo.
Es el condado más pequeño, más rural y menos poblado de la provincia. Kings es también menos dependiente de la industria de la agricultura en comparación con los otros dos condados, siendo más fuertemente dependientes de la pesca y de la industria forestal. Partes relativamente grandes del condado están todavía forestadas, y acoge el mayor aserradero de la provincia. La única industria pesada, aparte de la agricultura y la silvicultura industrial, es un pequeño astillero, aunque la fabricación secundaria se ha establecido en los últimos años.
En 2008, el Condado de Kings fue la región con la segunda tasa más alta de obesidad auto-reportada en Canadá.

## Toponimia
El condado fue nombrado por el capitán Samuel Holland en 1765 por el rey Jorge III (1738-1820). Como tal, la sede del condado de Kings es Georgetown (Pueblo de Jorge). La ciudad más grande es Montague.